# Северная Африка
Се́верная А́фрика — это географический регион площадью 10 млн км², расположенный на севере Африканского континента, включающий страны, прилегающие к Средиземному морю, такие как Алжир, Египет, Ливия, Судан, Марокко, Мавритания, Тунис и Западная Сахара.
Регион характеризуется засушливым климатом, преобладанием пустыни Сахара и густонаселенными прибрежными районами.
В отличие от Чёрной Африки, большая часть жителей Северной Африки относятся к европеоидной расе: большинство из них имеет арабские и берберские корни.

## География

### Север
Прибрежная полоса Северной Африки занята зоной субтропического средиземноморского климата, которая, хотя и является комфортной для обитания, представляет собой лишь узкий участок суши вдоль берега моря. Здесь растут дубы, лавры, оливковые, эвкалипты и другие деревья, но самое распространённое растение — пальма.

### Сахара
Большая часть Северной Африки занята пустыней Сахара. Наиболее хорошо обводнённым районом Сахары является долина Нила.

### Юг
К югу от Сахары расположилась засушливая полоса Сахель.

## История

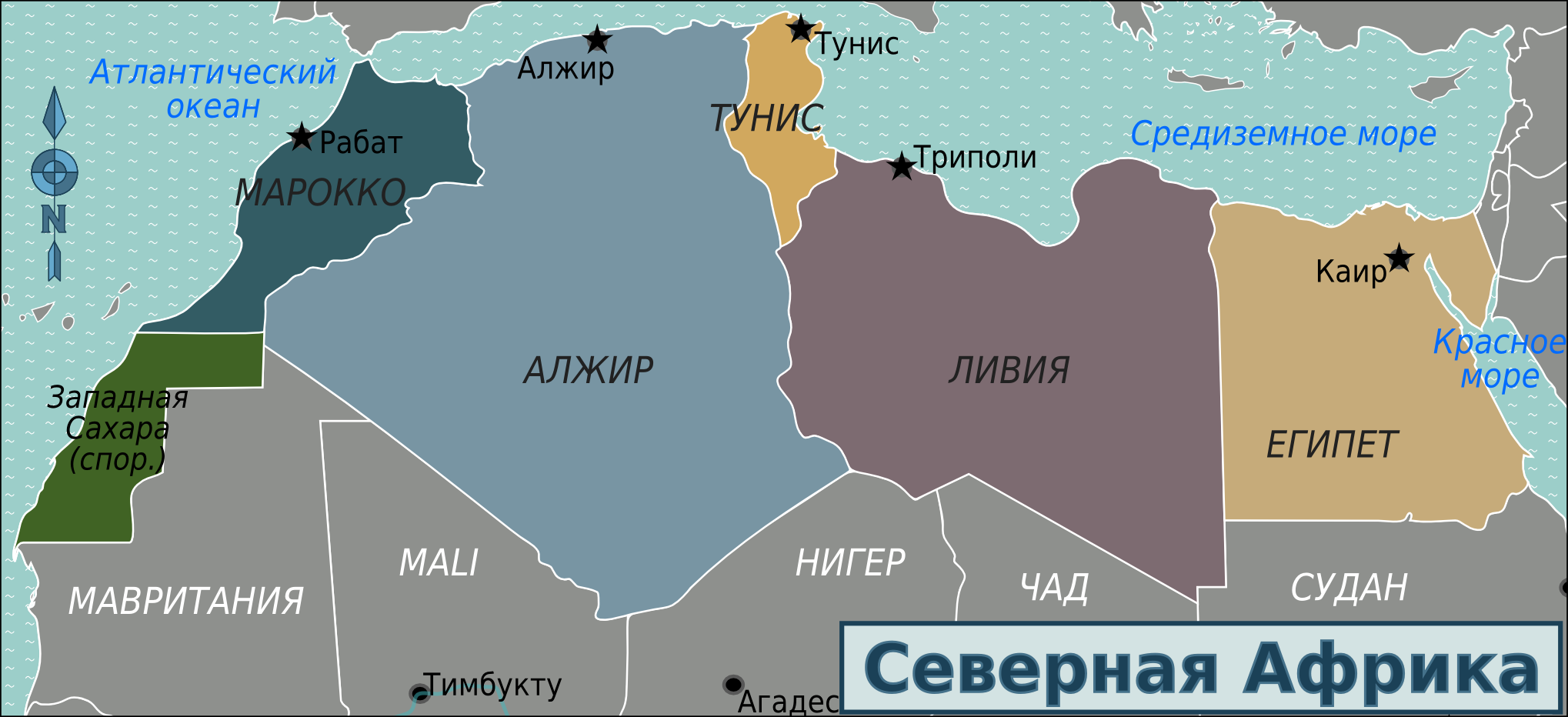
Государства, наиболее часто относимые к региону

### Неолит
Около семи тысяч лет назад в Северной Африке выпадало больше дождей, чем в наше время, и Сахара не была пустыней. Вся эта огромная территория представляла собой саванну, в которой паслись неисчислимые стада животных. Но к 4000 г. до н. э. климат стал суше, и люди переселились поближе к источникам воды, в первую очередь в долину Нила. Бо́льшая часть Северной Африки опустела, зато в долине Нила примерно с 3100 г. до н. э. возникла высокоразвитая древнеегипетская цивилизация. Другие древние культуры существовали южнее, в Судане и Эфиопии (Эфиопия ещё в IV н. э. одной из первых на Земле стала христианской страной).

### Средневековье
В Средние века европейцы были частыми гостями на средиземноморском побережье Африки, однако им почти ничего не было известно о Чёрной Африке. При этом купцы изредка пересекали Сахару и шли дальше на юг. Они описывали некоторые средневековые государства — Гану и Мали, которые по меркам того времени были достаточно развитыми и богатыми странами.

### Колонизация и Деколонизация Африки
К началу XX века почти вся Северная Африка оказалась под властью европейцев. Франция владела Алжиром, Мавританией, Тунисом и большей часть Марокко. Великобритания владела Суданом и Египтом. Испания же владела севером Марокко и Западной Сахарой. Италия после Турецко-итальянской войны 1911—1912 годах завоевала Ливию. Однако в 1950—1960 гг. большинство североафриканских стран добилось независимости.

### Современность
В Северной Африке находится 7 стран: Египет, Судан, Ливия, Тунис, Алжир, Марокко и формально Западная Сахара. Этнические и религиозные разногласия европеоидных арабоязычных с остальными чернокожими африканцами порождают много войн и конфликтов в регионе и в пограничных территориях континента.

## Климат
| Показатель                    | Янв. | Фев. | Март | Апр. | Май | Июнь | Июль | Авг. | Сен. | Окт. | Нояб. | Дек. | Год |
| ----------------------------- | ---- | ---- | ---- | ---- | --- | ---- | ---- | ---- | ---- | ---- | ----- | ---- | --- |
| Абсолютный максимум, °C       | 28   | 36   | 38   | 41   | 43  | 44   | 46   | 44   | 45   | 41   | 36    | 31   | 46  |
| Средний суточный максимум, °C | 16   | 17   | 19   | 22   | 24  | 27   | 29   | 30   | 29   | 27   | 23    | 18   | 23  |
| Средний суточный минимум, °C  | 8    | 9    | 11   | 14   | 16  | 19   | 22   | 22   | 22   | 18   | 14    | 9    | 15  |
| Абсолютный минимум, °C        | 1    | 3    | 4    | 6    | 6   | 10   | 16   | 17   | 15   | 10   | 6     | 1    | 1   |
| Норма осадков, мм             | 81   | 46   | 28   | 10   | 5   | 3    | 0    | 0    | 10   | 41   | 66    | 94   | 384 |

В пустыне Сахара была зафиксирована самая высокая на Земле температура в тени — +58°C. Однако ночи здесь холодные.
Осадки в Сахаре не выпадают по несколько лет, но изредка случаются мощные ливни, которые могут вызвать наводнения.
Если близко к поверхности располагаются подземные воды, то встречаются зелёные оазисы. Вокруг оазисов обычно сосредоточенно основное население пустыни.

## Экономика
Географическая близость к Европе и, как следствие, традиционно тесные торгово-экономические связи со Старым Светом выгодно выделяют экономики данного региона на фоне большинства стран континента (особенно в сравнении с Тропической Африкой). Страны Северной Африки относятся к числу развивающихся (исключение — Судан, входящий в число наименее развитых стран мира). При этом Тунис обладает диверсифицированной и самой конкурентоспособной экономикой на африканском континенте, Алжир и Ливия обладают значительными запасами нефти и природного газа, которые являются важными товарами на мировом рынке. Марокко ведет добычу фосфоритов, которые используются для производства удобрений. В Египте, Ливии, Тунисе и Марокко активными темпами развивается туристический сектор экономики.
Значительная часть населения Северной Африки всё ещё занята в аграрном секторе, однако благодаря технологической кооперации с ЕС, в частности, с Германией в управлении водными ресурсами, эффективность и экономическая отдача от сельского хозяйства в этом регионе непрерывно растёт. В средиземноморских районах Марокко, Туниса, Алжира, Ливии и Египта выращивают ячмень, цитрусовые и оливки. В долине Нила собирают богатые урожаи хлопчатника и сахарного тростника. В оазисах Сахары главной культурой являются финики. К югу от Сахары, в зоне сахеля, выращиваются засухоустойчивые культуры, не нуждающиеся в большом количестве воды. Это, прежде всего, зерновые культуры: просо и сорго. Однако в этих условиях они не дают больших урожаев, поэтому население зоны сахеля нуждается в продовольственной помощи, которая поступает сюда из самых разных стран мира.
При участии зарубежных компаний в странах Северной Африки активно развивается промышленность. На территории Северной Африки планировалось реализовать часть крупного европейского проекта Desertec.
Крупнейшим городом Северной Африки является Каир. С населением более 9 млн человек он входит в число крупнейших городов планеты. Другие крупные города, население которых превышает 2 млн — это Александрия в Египте и Касабланка в Марокко. Свыше 51 % населения Северной Африки проживает в городах (в Ливии этот показатель уже превысил 88 %).

## Этническая картина
Большинство жителей Африки к северу от Сахары говорят по-арабски и исповедуют ислам. Поэтому архитектура, литература и другие виды искусства этих стран характеризуются общностью арабского стиля.
В ряде стран распространены французский и реже испанский языки.

## Государства Северной Африки
| Государство | Метод группировки | Метод группировки            | Метод группировки       | Метод группировки | Столица |
| Государство | По версии ООН     | По версии ЦРУ                | По версии СГНЗС         | По версии ОКСМ    | Столица |
| ----------- | ----------------- | ---------------------------- | ----------------------- | ----------------- | ------- |
| Алжир       |                   |                              |                         |                   | Алжир   |
| Египет      |                   |                              | Северо-Восточная Африка |                   | Каир    |
| САДР        |                   |                              | Северо-Западная Африка  |                   | Эль-Аюн |
| Ливия       |                   |                              |                         |                   | Триполи |
| Марокко     |                   |                              | Северо-Западная Африка  |                   | Рабат   |
| Судан       |                   | (англ. North-eastern Africa) | Северо-Восточная Африка |                   | Хартум  |
| Тунис       |                   |                              |                         |                   | Тунис   |
| Южный Судан | Восточная Африка  | Восточная Африка             | н/св.                   |                   | Джуба   |

## Зависимые территории Северной Африки
Канарские острова — автономное сообщество в составе Испании.
 Сеута — автономный город в составе Испании.
 Мелилья — автономный город в составе Испании.
 Мадейра — автономный регион в составе Португалии.

## Кухня
У народов Северной Африки довольно разнообразная кухня.

#### Египет и Судан
В Египте и Судане предпочитают фул. Это бобы, особым образом приготовленные в оливковом масле.

#### Алжир и Тунис
В традиционный рацион входят зерновые, овощи, фрукты, рыба, оливковое масло и чеснок.

#### Марокко
В Марокко популярен кускус, пшеничная каша, заправленная рыбой, мясом или овощами и залитая острым соусом.

#### Ливия
В ливийской кухне широко распространены морепродукты, инжир, финики, апельсины, абрикосы и оливки. Наибольшее влияние внесли арабская, берберская, а также итальянская кухни.

## Культура

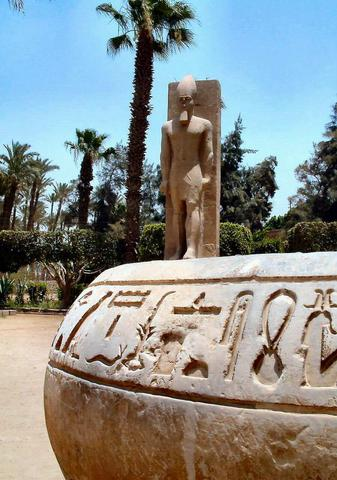
Статуя Рамзеса Второго в храме Птаха в Мемфисе

В отличие от «Чёрной Африки», культура стран Магриба представляет собой сложный синтез средиземноморских культур Ближнего Востока и Европы.
На территории Северной Африки находится множество памятников культуры и природы. В список Всемирного наследия включены развалины одного из древнейших городов планеты — Мемфиса и пирамиды в районе Гиза (Египет); прекрасно сохранившиеся средневековые кварталы города Феса (Марокко) и плато Тассилин-Аджер (Алжир) с прекрасными наскальными рисунками времен каменного века. В Ливии сохранились остатки древнего города Лептис-Магна.